# Smulor och parafraser
Smulor och parafraser från 2008 är den svenska jazzsångerskan Carin Lundins fjärde album.

## Låtlista
1. Kylskåpspoesi (Carin Lundin/Anna Ploby) – 3:01
2. Jag kan se dig när (Sammy Fain/Ninne Olsson) – 4:12
3. Ramanagaram (Ted Gärdestad/Kenneth Gärdestad) – 3:54
4. Min vals (Carin Lundin/Anna Ploby) – 4:15
5. Han är bra tokig ändå (Neil Moret/Carin Lundin) – 2:56
6. Längtans samba (Lill Lindfors/Birgitta Götestam) – 3:22
7. I Can't Give You Anything but Love (Jimmy McHugh/Dorothy Fields) – 3:49
8. Oh oh baby (Ed Lawrence/Sven Paddock) – 3:04
9. Histoire d'un amour (Carlos Almaran/Francis Blanche) – 3:30
10. När min vän (Owe Thörnqvist) – 4:00
11. Himlen är av stjärnor full (Erik Stam/Jeanna Oterdahl) – 2:16
12. Marionetterna (Lennart Nyhlén/Bo Bergman) – 2:58

## Medverkande
- Carin Lundin – sång
- Johan Setterlind – trumpet, slagverk
- Erik Söderlind – gitarr
- Mathias Algotsson – piano, Fender Rhodes, Hammondorgel
- Mattias Welin – kontrabas
- Daniel Fredriksson – trummor, congas

## Mottagande
Skivan fick ett blandat mottagande när den kom ut med ett snitt på 3,3/5 baserat på tolv recensioner.